# Ben Collins
Ben Lievesley Collins, född 13 februari 1975 i Bristol är en brittisk racerförare och stuntman.
Utöver sina insatser som professionell racerförare är Collins mest känd i rollen som the Stig i BBC:s motorprogram Top Gear. Han har även arbetat som stuntförare i flera James Bond-filmer.